# Секундиане
Секундиа́не (др.-греч. σεκουνδιανοί; лат. secundiani; ст.‑слав. сєкѹнъдиꙗне) — еретики, II века, названные по имени основателя их учения — Секунда.
Секундиане описаны Епифанием в Панарионе в числе 80 ересей и Иоанном Дамаскиным в книге О ста ересях вкратце, у обоих авторов это 32-я ересь. Секундиане описаны Августином в книге «De Haeresibus ad Quodvultdeum Liber Unus» и безымянным автором трактата «Предестинат» (лат. Praedestinatus); у обоих авторов это 12-я ересь. У Филастрия секундиане в его книге «Liber de Haeresibus» — 40-я ересь.
Учение Секунда это одно из направлений гностицизма. Наиболее раннее описание учения секундиан в 6-й книге сочинения Философумена и у Иринея Лионского в 11-й главе первой книги сочинения Обличение и опровержение лжеименного знания.
Секундиане взяли у Валентина учение о первой осмерице — восьми эонах. Согласно Валентину осмерица произошла последовательно; в начале была первая двоица: Неизреченное и Молчание; от них произошла вторая двоица: Отец и Истина. Эта четверица или тетрада произвела вторую тетраду: Слово и Жизнь, Человека и Церковь. Неизреченное и Молчание, Отец и Истина, Слово и Жизнь, Человек и Церковь являются первой осмерицей. 
В отличие от Валентина секундиане считали, что первая осмерица состоит из Четверицы правой и Четверицы левой, и первую они называли светом, а вторую они называли тьмою. Это учение является признанием принципа дуализма, оно представляет собой заимствование из Восточной философии и сближает секундиан в религиозном мировоззрении с манихеями. О силе же отступившей и отпадшей секундиане учили, что она произошла не прямо от тридцати эонов, но от плодов их. 
Христология секундиан — фантазиазм и докетизм.
Августин и автор «Предестината» обвиняют секундиан в грубой безнравственности. 
Автор трактата «Предестинат» добавляет, что секундиане были осуждены Диодором, епископом Крита.